# Такуарусу-ду-Сул
Такуарусу-ду-Сул (порт. Taquaruçu do Sul)  —  муниципалитет в Бразилии, входит в штат Риу-Гранди-ду-Сул. Составная часть мезорегиона Северо-запад штата Риу-Гранди-ду-Сул. Входит в экономико-статистический  микрорегион Фредерику-Вестфален. Население составляет 2818 человек на 2006 год. Занимает площадь 76,848 км². Плотность населения — 36,7 чел./км².
Праздник города —  9 мая.

## История
Город основан 9 мая 1988 года. 

## Статистика
- Валовой внутренний продукт на 2003 составляет 32.952.634,00 реалов (данные: Бразильский институт географии и статистики).
- Валовой внутренний продукт на душу населения на 2003 составляет 11.501,79 реалов (данные: Бразильский институт географии и статистики).
- Индекс развития человеческого потенциала на 2000 составляет 0,769 (данные: Программа развития ООН).

## География
Климат местности: субтропический.